# Paul Oberhoff

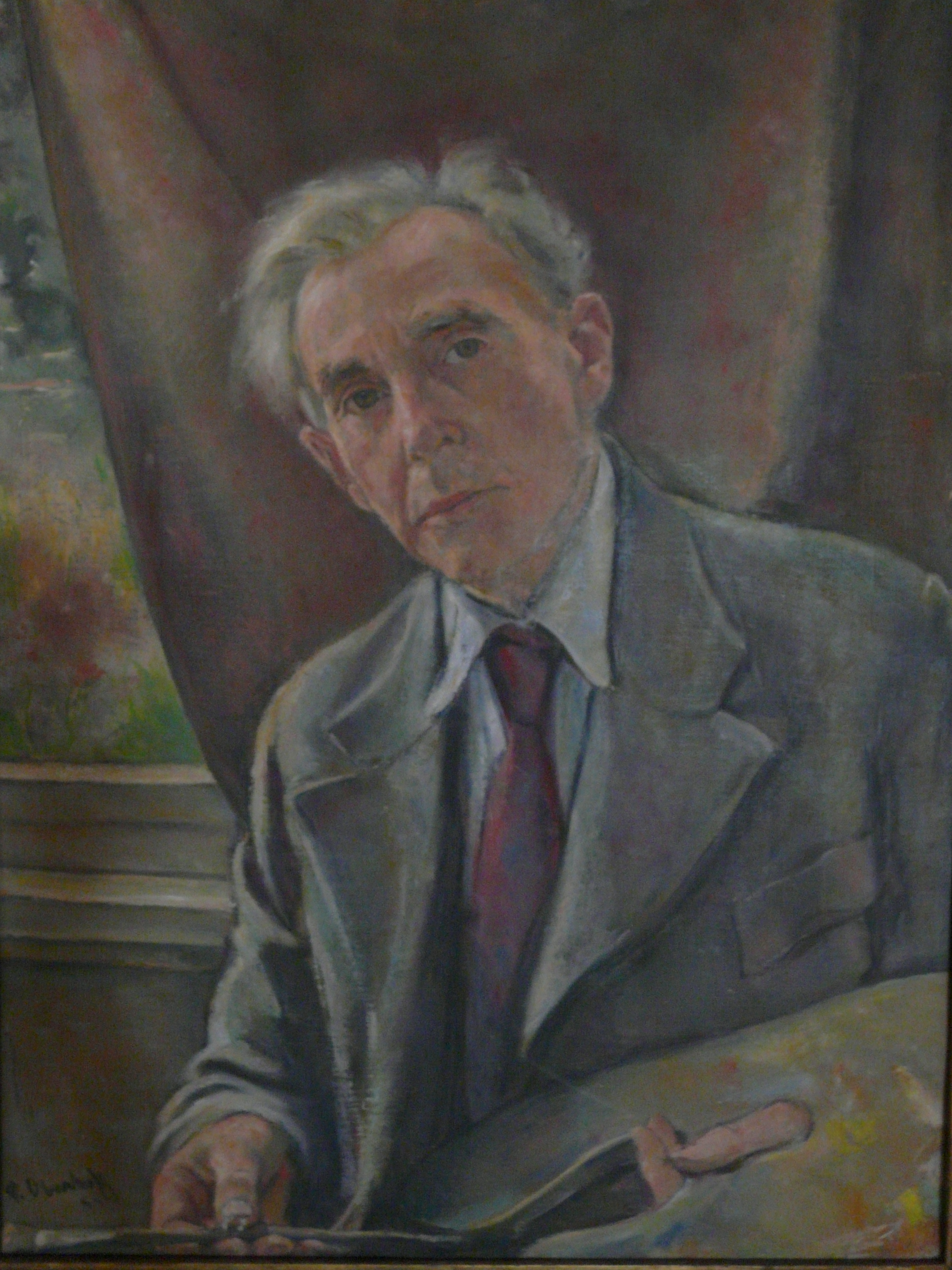
Paul Oberhoff, Selbstporträt mit Palette, 1954, Öl auf Leinwand, Privatbesitz.

Paul Oberhoff (* 16. September 1884 in Iserlohn; † 23. April 1960 in Dresden) war ein deutscher Maler, Grafiker und Komponist.

## Leben
Der Dresdner Maler Paul Oberhoff wurde am 16. September 1884 in Iserlohn/Westfalen als Jüngstes von sechs Kindern geboren. Sein Vater war Bauunternehmer. Bereits mit 12 Jahren wurde Oberhoff zur Vollwaise. Zunächst absolvierte Oberhoff nach der Schulzeit ein Maschinenbaustudium in Mittweida. Nach seinem Abschluss kam er nach Dresden, wo er von 1903 bis 1908 an der Kunstakademie ein Malerstudium bei Oskar Zwintscher und als Meisterschüler von Gotthardt Kuehl absolvierte. Dennoch entwickelte er unabhängig von diesen großen Lehrern einen ganz eigenen ausdrucksstarken Stil. Ursprünglich wollte Oberhoff Musik studieren, da er jedoch Vollwaise war und sein Vermögen in der Obhut eines Vormundes lag, entschied er sich für das weniger teure, doch für ihn ebenso interessante Kunststudium. In Dresden lernte der Maler auch seine zukünftige Frau Katharina Schreiter auf einem Künstlerball kennen. Nach dem Abschluss seines Studiums zog es Paul Oberhoff nach Berlin, wo er zunächst freischaffend tätig war. Seit 1914 arbeitete er wieder in Dresden, wo er in Loschwitz auf der Pillnitzer Landstraße wohnte.
Vorwiegend umfasste sein Œuvre Ölgemälde, Aquarelle und Zeichnungen mit Porträts, Landschaften, jedoch auch Stillleben. Während des Ersten Weltkrieges beschäftigte sich Oberhoff intensiv mit Skizzen des Kriegsalltages. Er diente 1914–1918 als Soldat in Frankreich und Belgien und nutzte dort die Zeit intensiv als Frontmaler.
Käufer fanden sich unter den unterschiedlichsten Interessenten. So befinden sich Werke des Malers nicht nur im Privatbesitz, sondern ebenso in verschiedenen Museen, Galerien sowie in der Semperoper, welche 1934 und 1986 Gemälde ankaufte, im Besitz der Städtischen Galerie Dresden und der Staatlichen Kunstsammlungen Dresden (Kupferstichkabinett).
Vor dem Zweiten Weltkrieg führten Oberhoff mehrere Studienreisen nach Italien, Südtirol, Böhmen, Österreich und in die Türkei. Auch war seine Kunst in dieser Zeit bei jüdischen Familien hoch geschätzt. So malte er zahlreiche Porträts in Chemnitz und der Umgebung.

Seine künstlerische Begabung bezog sich auch auf das eigene Musizieren und Komponieren. Die zahlreichen Hauskonzerte regten ihn häufig dazu an, das Erlebte auf Leinwand zu bannen. Viele seiner Motive findet man im familiären Umfeld wieder. So porträtierte er häufig seine Ehefrau Katharina, Tochter Ingeborg und seine Enkel. In dem 1937 in Dresden-Loschwitz gebauten Haus auf der Robert-Diez-Straße 6b, wohin er sich im Alter wieder zurückzog, befand sich auch ein eigenes Atelier. Weiterhin malte der Künstler Kinder, Mütter, Bauern, Arbeiter („Verbundenheit von Kunst und Volk“), Ärzte, Wissenschaftler, Schriftsteller, andere Maler und Musiker (Bongartz, Masur und andere), sowie Sänger. Als Portraitmaler war Oberhoff höchst beliebt. Er erhielt beispielsweise Aufträge von Richard Birnstengel, Josef Hegenbarth, Georg Gelbke und Otto Griebel. Er malte in seinem Atelier damals noch im alten Haus. Nach Fotovorlagen zu malen, entsprach nicht seinem künstlerischen Empfinden. Die um das Modell herrschende Atmosphäre war ihm besonders wichtig.

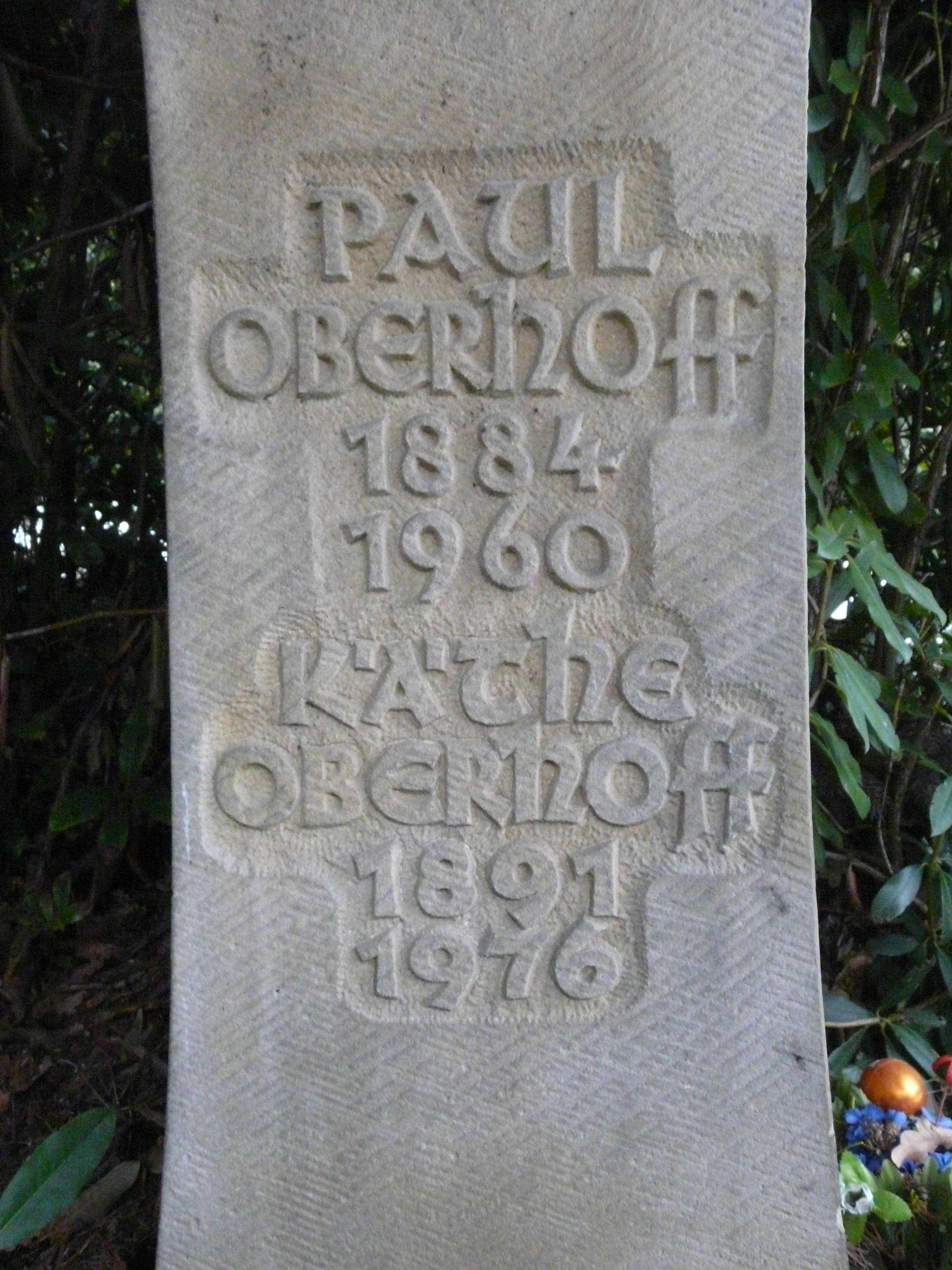
Grab von Paul Oberhoff und seiner Frau Käthe auf dem Friedhof in Dresden-Loschwitz

 Mit der Familie hielt sich Paul Oberhoff häufig im Böhmerwald auf. Sie wohnten dort auf dem Gut eines ehemaligen Wiener Juristen. Durch die Freundschaft mit diesem erhielt der Maler Zutritt zu den Wiener Kreisen und weitere Aufträge von Künstlern und Adel.
In der Zeit des Nationalsozialismus war Oberhoff Mitglied der Reichskammer der bildenden Künste. Seine Teilnahme an 20 großen Ausstellungen in dieser Zeit ist sicher belegt.
Mit zunehmendem Alter stellten sich bei Oberhoff starke gesundheitliche Beschwerden ein. So litt er unter einer rechtsseitigen Schüttellähmung und einer starken Deformation des Rückens. Trotz allem malte er nun mit der linken Hand, wobei noch wundervolle Gemälde entstanden. Er zog sich jedoch aus dem öffentlichen Leben und von Ausstellungen vollständig zurück.
Oberhoffs Grab befindet sich auf dem Loschwitzer Friedhof.

## Bekanntschaften
Eine rege Freundschaft unterhielt Oberhoff zu dem Bildhauer und Maler Oskar Döll, welchen er während seines Kunststudiums in Dresden kennen lernte. Döll selbst fertigte 1910/1913 eine Büste des Malers an, welche sich in der Skulpturensammlung Dresden befindet. Das Porträt eines Wanderes (oft auch: „Der Hüttenvater“) von Oberhoff wird inzwischen als Döll-Porträt angesehen. Aus mehreren Briefen Dölls aus den Jahren 1906–1914 sind innige Freundschaftsbekundungen und Erzählungen über gemeinsame Treffen und Reisen nach Böhmen erhalten. Auch thematisiert Döll darin immer wieder, dass er nur mit Oberhoff ein offenes Gesprächsverhältnis zur Kunst führen kann. Neben der Kunst verband Oberhoff und Döll auch die Leidenschaft zum Wandern, zur Jagd und die Naturliebe. Oskar Döll kam 27-jährig bereits in den ersten Wochen des Ersten Weltkrieges um.
Auch mit Otto Griebel unterhielt Oberhoff eine enge Freundschaft, welchen er vermutlich ebenfalls während seines Kunststudiums in Dresden kennenlernte. Griebel wohnte mit seiner Familie in Dresden-Loschwitz auf der Malerstraße. Die örtliche Nähe zu Oberhoff nutzte er auch, um mit diesem und dem Bildhauer August Schreitmüller einige abendliche Treffen bei Wein und Musik abzuhalten. Wie alle
Menschen, die Oberhoff persönlich nahe standen, porträtierte er auch Griebel. Bekannt war er aber, wahrscheinlich durch seine kompositorische Tätigkeit und seine häufigen Opern- und Konzertbesuche, auch mit Sängern wie Minni Nast und Eva Plaschke-von der Osten (welche er für die Semperoper porträtierte).

## Auszeichnungen

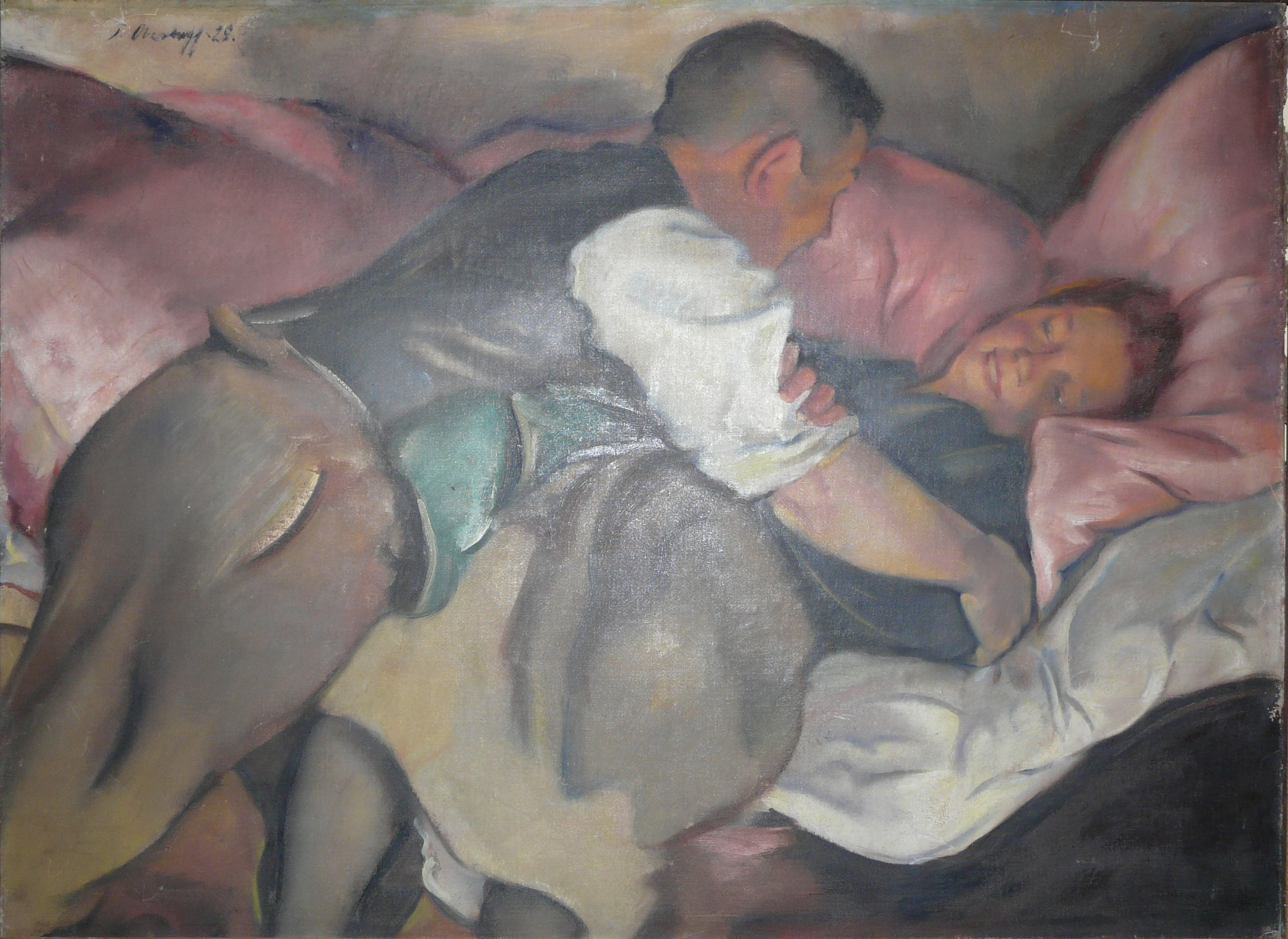
Paul Oberhoff, Neckerei, 1929, Öl auf Leinwand, Privatbesitz.

1931 bekam Oberhoff von der Stadt Nürnberg den Dürerpreis für das Bild „Neckereien“. Zudem erhielt er von der Stadt Dresden eine Ehrenrente und für mehrere seiner Werke Ehrenbekundungen, dotiert mit verschiedenen Geldsummen.

### Ausstellungen in Dresden
- Galerie Arnold (mehrfach ab 1916)
- „Ausstellung der Akademie Dresden“ (1927)
- Sächsischer Kunstverein, Brühlsche Terrasse, Kuppelsaal (Kollektivausstellung 1928)
- Galerie „Sandel“ (1931)
- „Künstlervereinigung“ (Jahr unbekannt)
- „Sächsische Kunstausstellung“ (1934)
- „Kunstgenossenschaft“ (1925–1939), „100 Jahre Dresdner Kunstgenossenschaft“, Ausstellung im Sächsischen Kunstverein, 1938
- „Kunstausstellung Dresden“ (1939)
- „Große Dresdner Kunstausstellung“ (1941)
- „Semperbauausstellungen Dresdner Künstler“ (1951/1952)
- „September-Ausstellung Dresdner Künstler“ (1951, 1952, 1953)
- „1. Bezirksausstellung des Verbandes Bildender Künstler“ (1954/1955)
- „Klang Farben. Der komponierende Maler Paul Oberhoff (1884–1960)“, Ausstellung im Carl-Maria-von-Weber-Museum Dresden (2019)
- „Paul Oberhoff“, Ausstellung in der Villa Eschebach (Dresden-Weißer Hirsch) (1998)
- Ausstellung im Sächsischen Landesgymnasium für Musik in Dresden (2008–2009)
- „Paul Oberhoff – Malerei und Grafik“, Kurzzeitpflege Loschwitz (2018)
- „100 Jahre Ende Erster Weltkrieg“, Institut français, Dresden (2018)

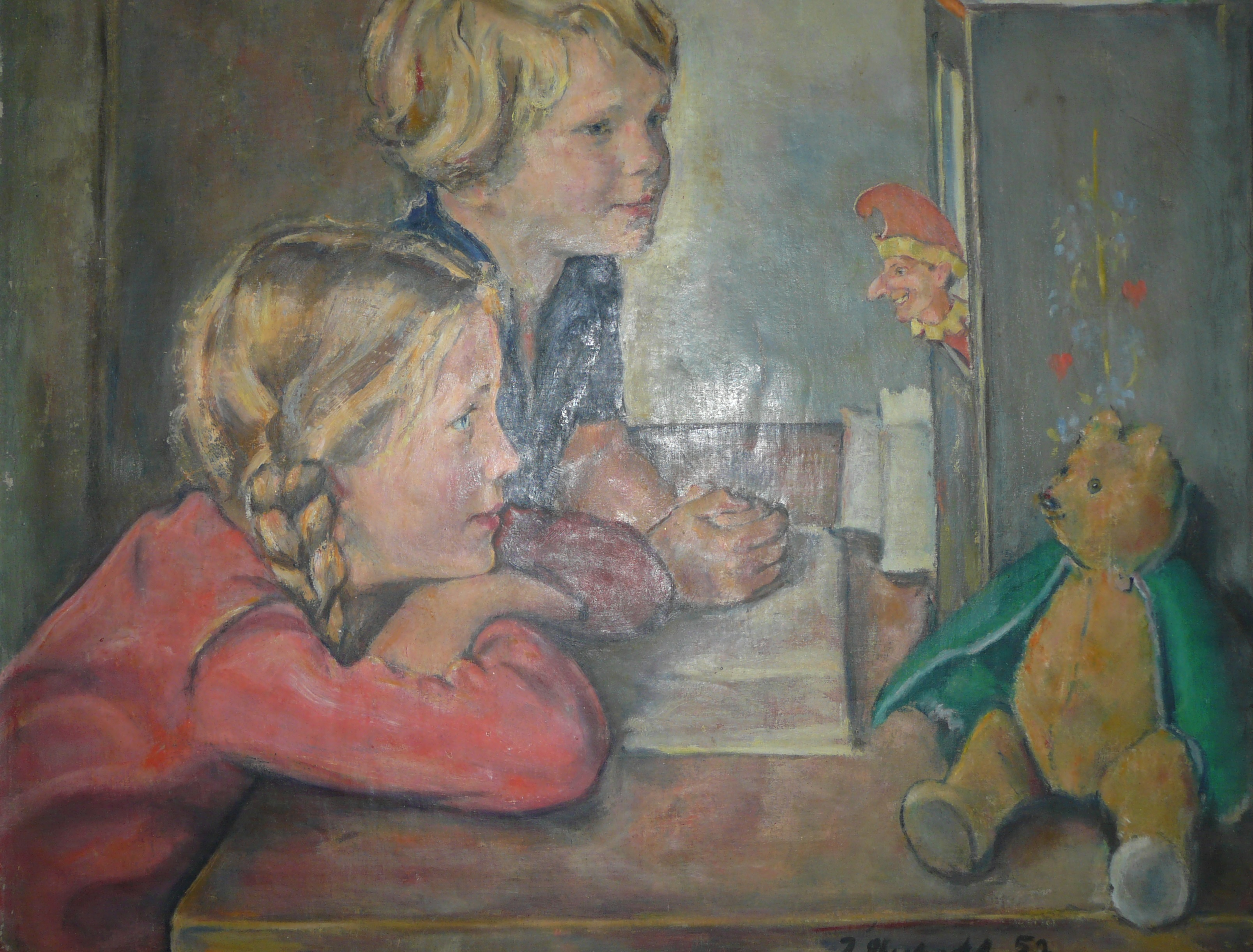
Paul Oberhoff, Kasperletheater, 1952, Öl auf Leinwand, Privatbesitz.

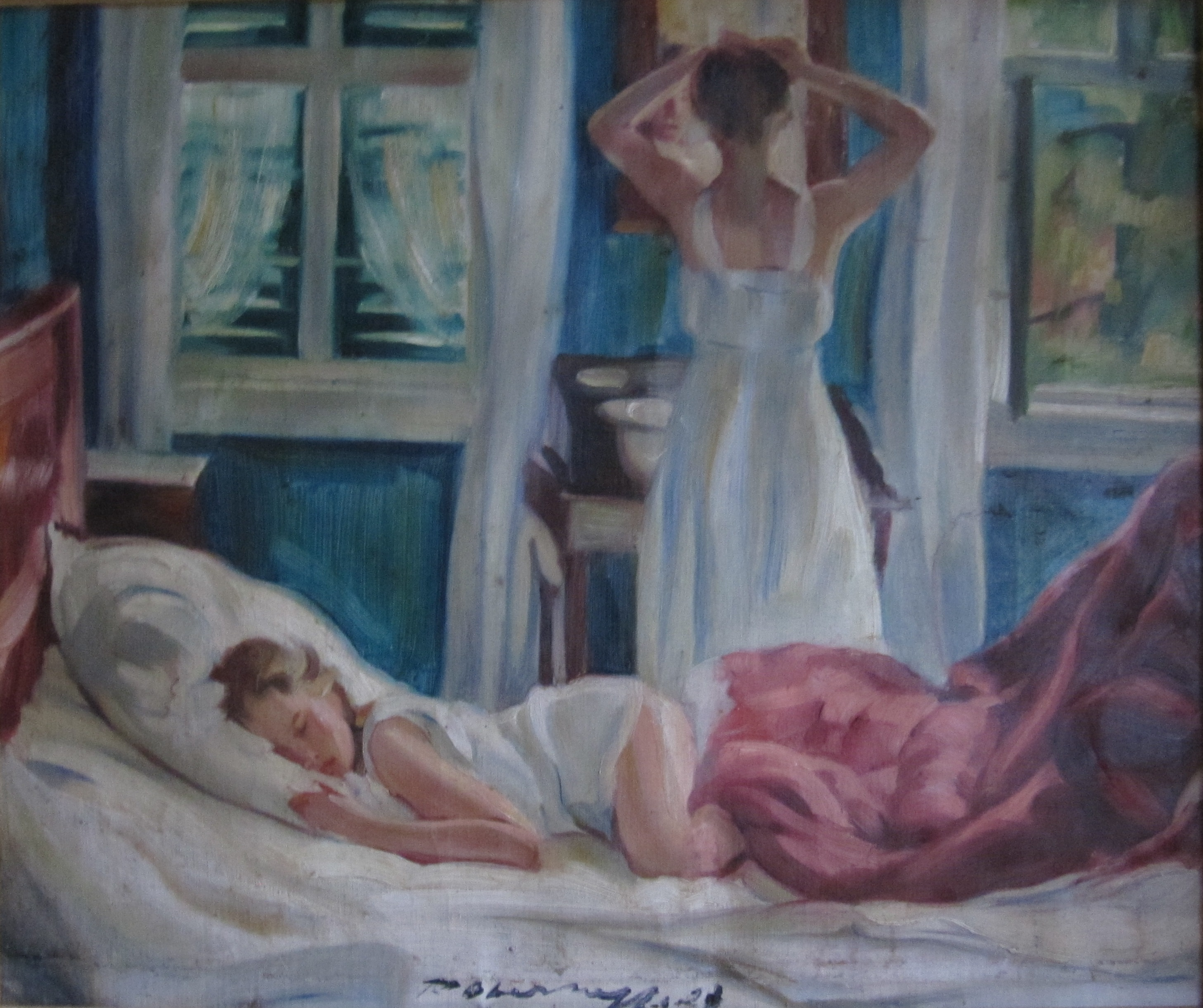
Paul Oberhoff, Morgendämmerung, 1932, Öl auf Leinwand, Privatbesitz.

### Dauerausstellung
- K&S Seniorenresidenz Dresden

Außerhalb Dresdens konnte Oberhoff in seiner Geburtsstadt Iserlohn/Westfalen 1938 und 1952 ausstellen. Dort wurden auch Werke des Malers vom „Haus der Heimat“ angekauft. Des Weiteren waren Werke in Darmstadt, Leipzig (mit Ankauf 1934 vom „Museum der bildenden Künste“), Hamburg, München, Berlin, Wien, Prag und Ankara zu sehen.

### Ausstellungen außerhalb Dresdens
- „Deutsche Frühjahrsausstellung“, Darmstadt, 1934
- „Die Freizeit“, Eine Kunstausstellung innerhalb der Leistungsschau der NS-Gemeinschaft „Kraft durch Freude“, Hamburg, 1939
- „Große Deutsche Kunstausstellung“, München, 1938, 1939, 1940, 1942 und 1944[2]
- „Große Berliner Kunstausstellung“, Berlin, 1941
- „Nationalgalerie (Berlin) 1942“
- Ausstellung im Stadtmuseum Pirna (2018)

1920 startete eine Wanderausstellung mit zehn Ölgemälden. Die Werke waren in Schweden, Holland und der Schweiz zu sehen. Nach dem Tod Oberhoffs wurden zudem Ausstellungen in der „Kunst der Zeit“ Galerie, der Genossenschaft Bildender Künstler, der Galerie „Kühl“ und in der „Neuen Dresdner Galerie“ am Altmarkt abgehalten. Auch in jüngster Zeit sind noch Werke des Künstlers öffentlich ausgestellt. So 1998 in der Villa Eschebach und seit 2014 als Leihgaben in der Seniorenresidenz der K&S Unternehmensgruppe in Dresden.

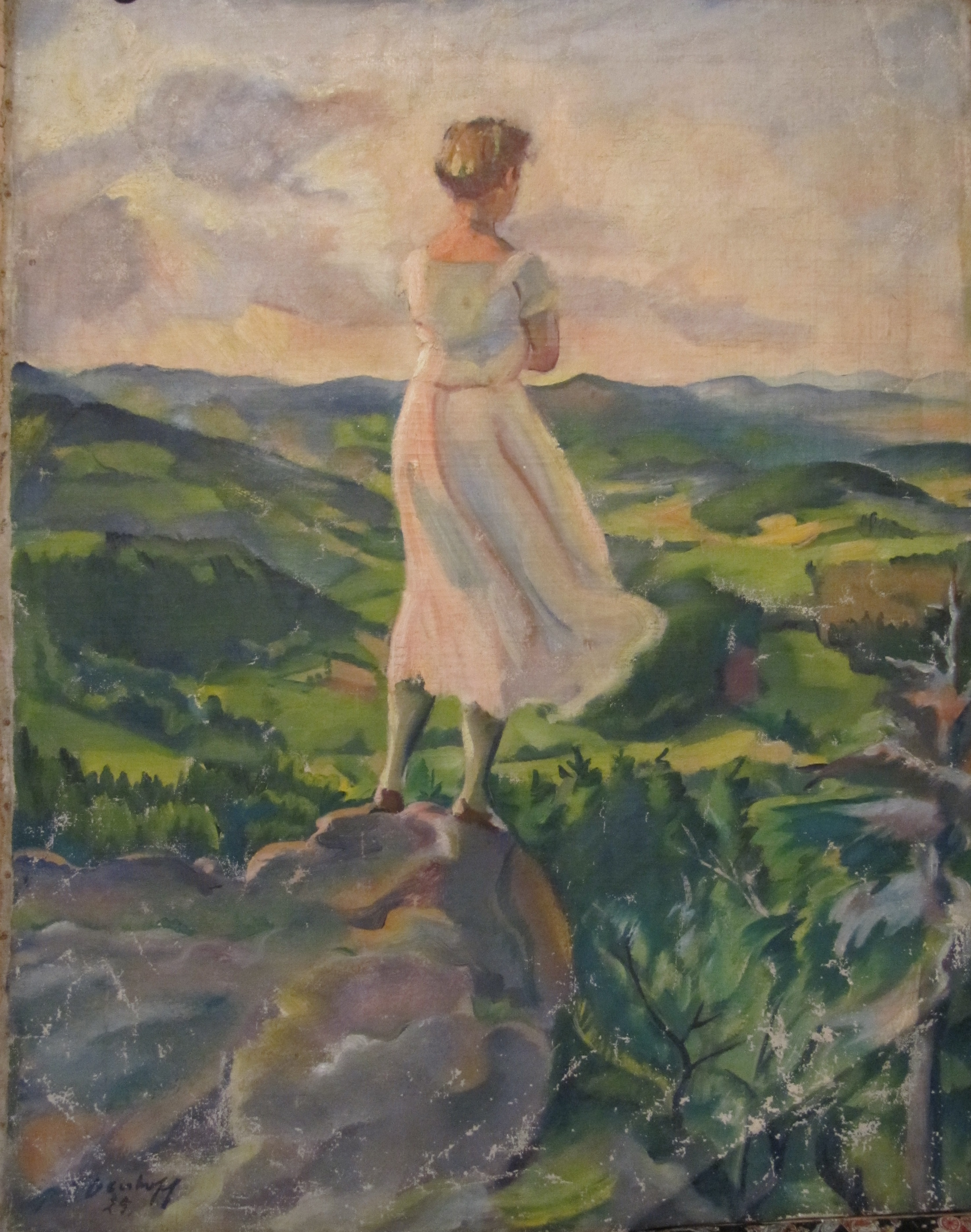
Paul Oberhoff, Schauende, 1925, Öl auf Leinwand, Privatbesitz.

Im Radeberger Schloss Klippenstein wurde in der Zeit vom 28. März 2020 bis zum 1. November 2020 eine Sonderausstellung zu Paul Oberhoff präsentiert.